# Perungulam
Perungulam é uma panchayat (vila) no distrito de Toothukudi, no estado indiano de Tamil Nadu.

## Demografia
Segundo o censo de 2001,  Perungulam  tinha uma população de 6451 habitantes. Os indivíduos do sexo masculino constituem 49% da população e os do sexo feminino 51%. Perungulam tem uma taxa de literacia de 77%, superior à média nacional de 59.5%: a literacia no sexo masculino é de 81% e no sexo feminino é de 74%. Em Perungulam, 12% da população está abaixo dos 6 anos de idade.